# Championnats du monde de la FIBT 2008
Navigation
Édition précédente Édition suivante
Les Championnats du monde de la FIBT 2008 se sont déroulés du 22 février 2008 au 24 février 2008 à Altenberg (Allemagne) sous l'égide de la Fédération internationale de bobsleigh et de tobogganing (FIBT). Il y a six titres à attribuer au total : trois en bobsleigh (bob à deux masculin, bob à quatre masculin et bob à deux féminin), deux en skeleton (individuel masculin et individuel féminin) et enfin un en équipe mixte (bobsleigh + skeleton). Il s'agit d'une compétition annuelle (hors année olympique). Altenberg avait déjà accueilli les championnats du monde de skeleton à deux reprises (1994 et 1999) et des championnats du monde de bobsleigh (1991, masculin en 2000). C'est la première fois qu'Altenberg accueille tous les évènements en un championnat.

## Podiums
| Épreuves              | Or                                                        | Argent                                                                        | Bronze                                                         |
| --------------------- | --------------------------------------------------------- | ----------------------------------------------------------------------------- | -------------------------------------------------------------- |
| Bob à deux masculin   | Allemagne Andre Lange Kevin Kuske                         | Allemagne Thomas Florschütz Mirko Pätzold                                     | Russie Alexandre Zoubkov Alekseï Voïevoda                      |
| Bob à quatre masculin | Allemagne Andre Lange René Hoppe Kevin Kuske Martin Putze | Russie Alexandre Zoubkov Roman Oreshnikov Dmitry Trunenkov Dmitriy Stepushkin | Allemagne Matthias Höpfner Ronny Listner Thomas Pöge Alex Mann |
| Bob à deux féminin    | Allemagne Sandra Kiriasis Romy Logsch                     | Allemagne Cathleen Martini Janine Tischer                                     | Allemagne Claudia Schramm Nicole Herschmann                    |

| Épreuves | Or              | Argent          | Bronze          |
| -------- | --------------- | --------------- | --------------- |
| Hommes   | Kristan Bromley | Jon Montgomery  | Frank Rommel    |
| Femmes   | Anja Huber      | Katie Uhlaender | Kerstin Jürgens |

| Épreuves     | Or                                                                                            | Argent                                                                                      | Bronze                                                                                       |
| ------------ | --------------------------------------------------------------------------------------------- | ------------------------------------------------------------------------------------------- | -------------------------------------------------------------------------------------------- |
| Équipe mixte | Allemagne Sebastian Haupt Sandra Kiriasis Berit Wiacker Anja Huber Matthias Höpfner Alex Mann | Canada Jon Montgomery Kaillie Humphries Jenni Hucul Michelle Kelly Lyndon Rush Nathan Cross | États-Unis Zach Lund Erin Pac Emily Azevedo Katie Uhlaender Steven Holcomb Curtis Tomasevicz |

## Tableau des médailles
| Rang | Nation      | Or | Argent | Bronze | Total |
| ---- | ----------- | -- | ------ | ------ | ----- |
| 1    | Allemagne   | 5  | 3      | 4      | 11    |
| 2    | Royaume-Uni | 1  | 0      | 0      | 1     |
| 3    | Canada      | 0  | 2      | 0      | 2     |
| 4    | États-Unis  | 0  | 1      | 1      | 2     |
| 4    | Russie      | 0  | 1      | 1      | 2     |